# Invictus
Invictus é um filme de 2009 do gênero drama biográfico esportivo, dirigido por Clint Eastwood, e estrelado por Morgan Freeman e Matt Damon.
A história é baseada no livro Playing the Enemy: Nelson Mandela and the Game That Made a Nation de John Carlin e na conquista da Copa do Mundo de Rugby de 1995 pela Seleção Sul-Africana de Rugby, organizada no país após o desmantelamento do apartheid. Freeman e Damon interpretam, respectivamente, o presidente sul-africano Nelson Mandela e François Pienaar, capitão da equipe da seleção sul-africana de rugby union, os Springboks.
Invictus foi lançado nos Estados Unidos e na África do Sul em 11 de dezembro de 2009. O título do filme pode ser traduzido do latim como "invicto" ou "invencível", e é o nome de um poema do escritor inglês William Ernest Henley. O filme foi recebido com críticas e opiniões positivas, com destaque para as atuações de Freeman e Damon. Pela interpretação como Nelson Mandela, Morgan Freeman foi nomeado para o Oscar de Melhor Ator, enquanto que Matt Damon foi indicado na categoria de Melhor Ator Coadjuvante pela mesma cerimônia.

## Elenco
- Morgan Freeman como Nelson Mandela
- Matt Damon como François Pienaar
- Tony Kgoroge como Jason Tshabalala
- Julian Lewis Jones como Etienne Feyder
- Adjoa Andoh como Brenda Mazibuko
- Patrick Mofokeng como Linga Moonsamy
- Matt Stern como Hendrick Booyens
- Marguerite Wheatley como Nerine Inverno
- Leleti Khumalo como Maria
- McNiel Hendriks como Chester Williams
- Scott Eastwood como Joel Stransky
- Isaac Feau'nati como Jonah Lomu
- Grant L. Roberts como Ruben Kruger
- Rolf E. Fitschen como Naka Drotske
- Vaughn Thompson como Rudolph Straeuli
- Charl Engelbrecht como Garry Pagel
- Graham Lindemann como Kobus Wiese
- Sean Cameron Michael como gerente de equipamentos do Springbob

## Produção
O filme é baseado no livro Playing the Enemy: Nelson Mandela and the Game that Made a Nation do jornalista John Carlin. Os cineastas se encontraram com Carlin durante uma semana em sua casa em Barcelona, discutindo a possibilidade de transformar o livro em um roteiro de filme. As filmagens começaram em março de 2009 na Cidade do Cabo, África do Sul; a filmagem primária naquele país foi concluída em maio de 2009.
Morgan Freeman foi de imediato escolhido para interpretar o presidente Mandela. Matt Damon foi então escalado como o capitão da equipe dos Springboks François Pienaar, apesar de ser significativamente menor do que o próprio jogador sul-africano e o restante da equipe. Para interpretar com mais realidade seu personagem, Damon recebeu treinamento intensivo de Carl Cox, outro astro da equipe de 1995, no Gardens Rugby League Club. "Em termos de estatura e estrelas, este certamente é um dos maiores filmes já feitos na África do Sul", disse Laurence Mitchell, diretor da Cape Film Commission à época da produção do longa. Em 18 de março de 2009, Scott Eastwood foi escalado como o flyhalf Joel Stransky (cuja atuação na partida foi essencial para a conquista do título da África do Sul na Copa do Mundo de Rugby de 1995). Durante o Natal de 2008, algumas audições ocorreram em Londres para tentar encontrar um conhecido ator britânico para interpretar o pai de Pienaar, mas em março foi decidido contratar um ator sul-africano menos conhecido. Chester Williams também esteve envolvido nos treinamentos de rugby para o elenco. As filmagens da final também aconteceram no Ellis Park Stadium, que foi verdadeiramente o palco da final de 1995.

## Lançamento
Invictus abriu em 2.125 salas de cinema na América do Norte em 3º lugar em seu primeiro fim de semana arrecadando US$ 8.611.147, sendo a maior abertura para um filme temático de rugby. O filme arrecadou o valor de US$ 37.491.364 no mercado americano e mais US$ 84.742.607 internacionalmente, num total mundial de US$ 122.233.971, contra um orçamento de cerca de US$ 60 milhões.

### Doméstico
O filme foi lançado em 18 de maio de 2010 nos formatos DVD e Blu-ray Disc. Os bônus inclusos foram:
- Matt Damon jogando rugby
- Trailer musical do filme

O lançamento do Blu-ray incluiu uma cópia digital e recursos especiais adicionais:
- Visão, coragem e honra: o poder de uma história verdadeira
- Exploração "Picture in Picture" com elenco, equipe e pessoas reais que viveram a história verdadeira

### Televisão
O filme foi exibido pela primeira vez na televisão aberta brasileira no dia 17 de julho de 2012 dentro da sessão de filmes Cine Espetacular do SBT.

## Recepção
O filme foi recebido com críticas geralmente positivas. Invictus possui 76% de aprovação no site agregador Rotten Tomatoes com base 237 avaliações e com uma pontuação média de 6,6/10. O consenso crítico do site é: "Entregue com uma precisão tipicamente imponente do diretor Clint Eastwood, Invictus pode não despertar interesse suficiente para alguns espectadores, mas Matt Damon e Morgan Freeman vivem seus personagens com admirável convicção". No Metacritic, o filme tem uma pontuação média ponderada de 74 de 100, com base em 34 críticas, indicando "revisões geralmente favoráveis".
O crítico David Ansen escreveu:
O enérgico e funcional roteiro de Anthony Peckham, baseado no livro de John Carlin, Playing the Enemy, pode ser apenas a "ponta do iceberg" (com as mensagens que Eastwood acrescenta dadas como exageradas). No entanto, os lapsos desaparecem diante de uma história tão comovente - que seria difícil de acreditar se fosse ficção. A maravilha de Invictus é que ele realmente parece ser uma obra de ficção.
Roger Ebert do jornal Chicago Sun-Times deu ao filme três estrelas e meia e escreveu em sua crítica:
É um filme muito bom. Tem momentos que evocam grande emoção, como quando os membros negros e brancos da segurança presidencial (ativistas "linha dura" da CNA e os policiais Afrikaners) concordam de forma contrariada à trabalharem juntos. E quando o personagem de Damon - François Pienaar, como capitão da equipe - é mostrado na cela onde Mandela foi mantido por aqueles longos anos em Robben Island. Minha esposa, Chaz, e eu fomos levados para a ilha numa manhã cedo por Ahmed Kathrada, um dos companheiros de prisão de Mandela, e sim, o filme mostra sua própria cela, com os cobertores finos no chão. Considerando isso, você pensa: "aqui um grande homem esperou fielmente por seu encontro com a história".
Jake Tomlinson da Shave Magazine escreveu:
O filme de Eastwood mostra como o esporte pode unificar as pessoas, uma mensagem direta e comovente que deixa o público aplaudindo. O esporte, retrato preciso e o enredo sólido ganham este filme uma classificação de masculinidade de 3/5. No entanto, o valor de entretenimento, a precisão histórica e a forte mensagem que este filme oferece lhe dão uma classificação geral de 4,5 estrelas. Definitivamente, vale a pena ver.
Todd McCarthy, da Variety, escreveu:
Inspirado em face disso, o filme de Clint Eastwood tem uma trajetória previsível, mas cada cena transborda de detalhes surpreendentes que se acumulam em um tecido rico de história, impressões culturais e emoção.

### Pessoas envolvidas
Don Beck, que ajudou o time de rugby a ter sucesso em 1995 como amigo próximo e conselheiro do técnico Kitch Christie e do capitão da equipe François Pienaar, achou o filme bem fiel à história real. Sobre o filme ele comentou: "Firme e equilibrado."

## Principais prêmios e indicações
| Premiação                                 | Categoria                                                       | Recipiente                                               | Resultado | Ref    |
| ----------------------------------------- | --------------------------------------------------------------- | -------------------------------------------------------- | --------- | ------ |
| Oscar                                     | Melhor ator                                                     | Morgan Freeman                                           | Indicado  | [ 20 ] |
| Oscar                                     | Melhor ator coadjuvante                                         | Matt Damon                                               | Indicado  | [ 20 ] |
| Broadcast Film Critics Association Awards | Melhor filme                                                    |                                                          | Indicado  | [ 21 ] |
| Broadcast Film Critics Association Awards | Melhor diretor                                                  | Clint Eastwood                                           | Indicado  | [ 21 ] |
| Broadcast Film Critics Association Awards | Melhor ator                                                     | Morgan Freeman                                           | Indicado  | [ 21 ] |
| Broadcast Film Critics Association Awards | Melhor ator coadjuvante                                         | Matt Damon                                               | Indicado  | [ 21 ] |
| César                                     | Melhor filme estrangeiro                                        |                                                          | Indicado  | [ 22 ] |
| ESPY Awards                               | Melhor filme de esportes                                        |                                                          | Indicado  | [ 23 ] |
| Prêmios Globo de Ouro                     | Melhor ator em um papel de liderança - drama de cinema          | Morgan Freeman                                           | Indicado  | [ 24 ] |
| Prêmios Globo de Ouro                     | Melhor ator coadjuvante - Filme                                 | Matt Damon                                               | Indicado  | [ 24 ] |
| Prêmios Globo de Ouro                     | Melhor diretor - Filme                                          | Clint Eastwood                                           | Indicado  | [ 24 ] |
| Movieguide Awards                         | Prêmio Fé e Liberdade para Filmes                               |                                                          | Venceu    | [ 25 ] |
| NAACP Image Awards                        | Melhor ator em um filme                                         | Morgan Freeman                                           | Venceu    | [ 26 ] |
| NAACP Image Awards                        | Melhor filme                                                    |                                                          | Indicado  | [ 27 ] |
| NAACP Image Awards                        | Melhor roteiro em um filme (teatral ou televisão)               | Anthony Peckham                                          | Indicado  | [ 27 ] |
| National Board of Review                  | Prêmio Liberdade de Expressão                                   |                                                          | Venceu    | [ 28 ] |
| National Board of Review                  | Melhor diretor                                                  | Clint Eastwood                                           | Venceu    | [ 28 ] |
| National Board of Review                  | Melhor ator                                                     | Morgan Freeman                                           | Venceu    | [ 28 ] |
| Producers Guild of America Award          | Produtores do ano                                               | Clint Eastwood, Rob Lorenz, Lori McCreary, Mace Neufeld  | Indicado  | [ 29 ] |
| Prémios Screen Actors Guild               | Melhor desempenho de um ator masculino em um papel de liderança | Morgan Freeman                                           | Indicado  | [ 30 ] |
| Prémios Screen Actors Guild               | Melhor desempenho de um ator masculino em um papel de apoio     | Matt Damon                                               | Indicado  | [ 30 ] |
| WAFCA Awards                              | Melhor ator                                                     | Morgan Freeman                                           | Indicado  | [ 31 ] |
| WAFCA Awards                              | Melhor diretor                                                  | Clint Eastwood                                           | Indicado  | [ 31 ] |
| Visual Effects Society                    | Melhores recursos de efeitos visuais em um filme                | Michael Owens, Geoff Hancock, Cyndi Ochs, Dennis Hoffman | Indicado  | [ 32 ] |